# 西相生站
西相生站（日语：／ Nishi-Aioi eki */?）是位於兵庫縣相生市千尋町，西日本旅客鐵道（JR西日本）赤穗線的車站。

## 歷史
- 1951年（昭和26年）12月12日 - 赤穗線相生站至播州赤穗站之間開業，此站啟用[1][2]。
- 1987年（昭和62年）4月1日 - 伴隨國鐵分割民營化，車站由西日本旅客鐵道（JR西日本）營運。
- 2003年（平成15年）11月1日 - 此站可以使用IC卡ICOCA[3]。

## 車站構造

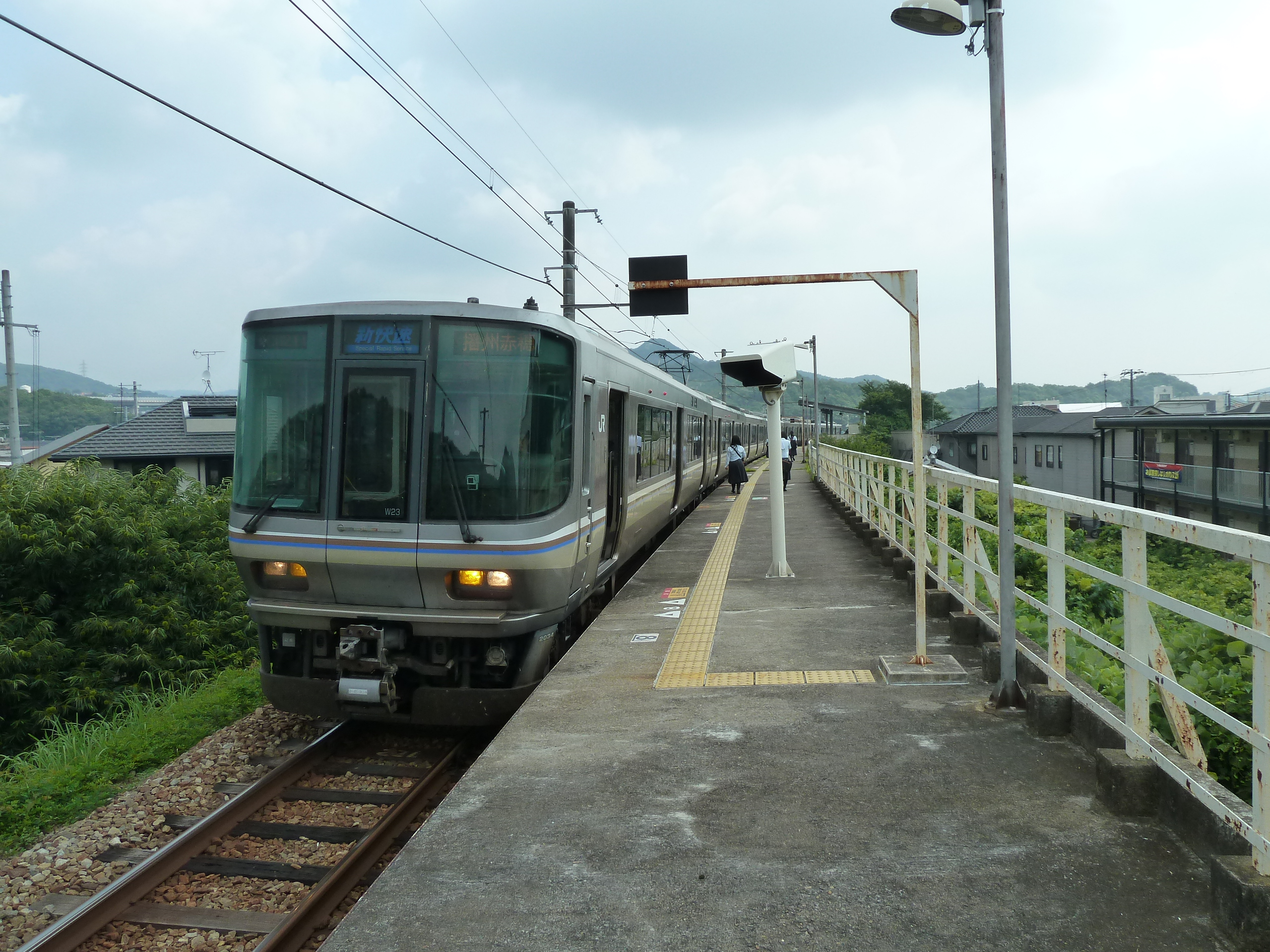
月台

車站是一座建在路堤上的地面車站，設有1面1線的單式月台，相生方向與播州赤穗方向的列車使用同一月台，播州赤穗方向的列車會開啟左邊車門。車站共設有2層。
此站可使用ICOCA與互相使用的IC卡。車站內設有1台自動售票機（可購買近距離車票、IC卡增值與查詢IC卡使用紀錄）和簡易型自動閘機（不可收集車票）。
此站為業務委託車站，由JR西日本交通服務負責車站業務並由相生站管理。在櫃臺中設有POS終端。在早晩沒有車站職員當值，在日間部分時段櫃臺會設有休息時段。

## 時間表
在日間時段中上下行分別每小時設有2班列車班次，分別直通至山陽本線姬路方向和前往播州赤穗站。

## 使用狀況
以下為近年1日平均乘車人次列表：
| 乘車人次變化 | 乘車人次變化    |
| 年度         | 1日平均乘車人次 |
| ------------ | --------------- |
| 2000年       | 955             |
| 2001年       | 898             |
| 2002年       | 834             |
| 2003年       | 789             |
| 2004年       | 775             |
| 2005年       | 785             |
| 2006年       | 809             |
| 2007年       | 847             |
| 2008年       | 875             |
| 2009年       | 887             |
| 2010年       | 871             |
| 2011年       | 855             |
| 2012年       | 842             |
| 2013年       | 873             |
| 2014年       | 853             |
| 2015年       | 880             |
| 2016年       | 890             |
| 2017年       | 911             |
| 2018年       | 901             |

## 車站周邊
車站靠近相生灣的山谷。車站附近設有密集的住宅區。
- 兵庫縣立相生產業高等學校（日语：兵庫県立相生産業高等学校）
- 相生灣（日语：相生湾）
- 國道250號（高取峠）
- 山陽自動車道
- IHI相生工廠
- AEON Town（MaxValu（日语：マックスバリュ）、Seria（日语：セリア (100円ショップ)）/DAIKI（日语：ダイキ）/1105等）
- 道之驛相生白龍城（日语：道の駅あいおい白龍城）
- 相生市中央公園

## 相鄰車站
西日本旅客鐵道
 赤穗線（上行）（所有列車直通至山陽本線）
■新快速（在姬路站前各站停車）、■普通（在西明石站以東為快速）
相生－西相生－坂越

## 外部連結
- 西相生｜車站資訊：JR出門網 - 西日本旅客鐵道